# Księstwo Albanii
Księstwo Albanii (alb. Principata e Shqipnis) − nazwa państwa albańskiego oraz okres w historii tego kraju obejmujący lata 1914−1925.
W lutym 1914 roku zakończył urzędowanie rząd tymczasowy i powołane zostało księstwo. Władzę przekazano niemieckiemu oficerowi Wilhelmowi zu Wied. W listopadzie tego samego roku księcia obalono, a władzę przejęło prowizorium. 19 stycznia 1925 roku zaczął obradować parlament, który dwa dni później powołał do życia Republikę Albanii.  